# Claude Bettinger
Pour les articles homonymes, voir Bettinger.
 (octobre 2020).
Claude Bettinger (né en 1942 à Lyon, mort à Saint-Charles-Borromée au Québec le 1er janvier 1998), est un sculpteur et verrier québécois.

## Notes biographiques

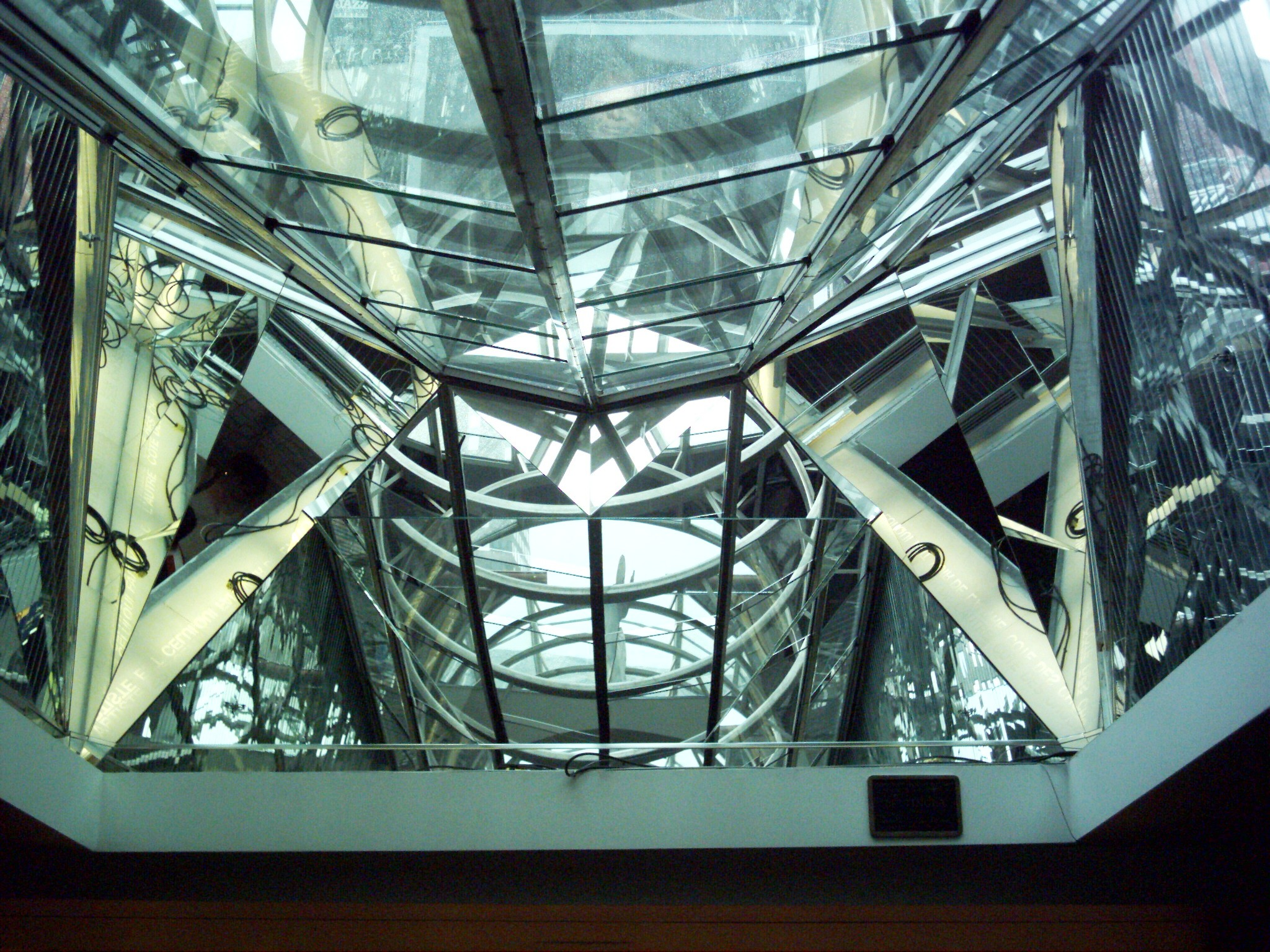
L'artiste est celui qui fait voir l'autre côté des choses (1992)